# Збрицкий, Евгений Павлович
Евге́ний Па́влович Збри́цкий (2 (15) марта 1913, с. Ново-Федосеевка, Таврическая губерния — 21 ноября 1985, Севастополь) — советский вице-адмирал.

## Биография
Родился в русской семье, которая в период Гражданской войны переехала в Джанкой, затем в Симферополь. Окончил джанкойскую трудовую школу, ВМУ имени М. В. Фрунзе (1930—1933).
Член ВКП(б) с 1939 года.
Служил на Черноморском флоте командиром БЧ-2 эсминца «Петровский» (декабрь 1933 — март 1934 года), эсминца «Фрунзе» (март 1934 — сентябрь 1934 года), эсминца «Шаумян» (сентябрь 1934 — май 1935 года), помощником командира сторожевого корабля «Шторм» (май — октябрь 1935 года).
Окончил Специальные курсы командного состава ВМС РККА (октябрь 1935 — ноябрь 1936 года), адъюнктуру тех же курсов (ноябрь 1936 — июль 1937 года). Служил преподавателем Специальных курсов командного состава ВМС РККА (июль 1937 — август 1938 года), помощником командирa эсминца «Володарский» (август 1938 года), командиром сторожевого корабля «Туча» (август 1938 — сентябрь 1940 года), участвовал в советско-финской войне 1939—1940 годов, командиром эсминца «Стерегущий» (сентябрь 1940 — сентябрь 1941 года).
Участвовал в Великой Отечественной войне, командиром минного заградителя «Марти» (сентябрь — октябрь 1941 года), командиром эсминца «Свирепый» (октябрь 1941 — апрель 1943 года), старшим помощником командирa линкора «Октябрьская Революция» (апрель 1943 — март 1944 года), командиром эсминца «Страшный» (март 1944 — апрель 1945 года), командиром лидера эсминцев «Ленинград» (апрель — декабрь 1945 года).
Из наградного листа (1945):

«…С первых дней войны принимал участие в ряде операций. 22.06.1941 в должности командира эсминца „Стерегущий“ принимал участие в составе Отряда легких сил БФ по прикрытию развертывания флота. Будучи в составе охранения крейсера „Максим Горький“, после подрыва последнего на мине конвоировал его до Кронштадта. С июля 1941 г. эсминец „Стерегущий“ был перебазирован в Моонзуд, откуда неоднократно выходил для несения ДОЗК в Рижский залив. В этот период корабли постоянно атаковались авиацией противника, и эсминец „Стерегущий“ успешно отразил ряд атак. За участие в походах при эвакуации гарнизона п-ова Ханко был награждён орденом Красного Знамени…».
В спецкомандировке (декабрь 1945 — март 1946 года), старший инспектор отдела боевой подготовки штаба Юго-Балтийского флота, 4-го ВМФ (апрель 1946 — декабрь 1947 года), командир крейсера «Каганович» (декабрь 1947 — сентябрь 1948 года), командир лидера эсминцев «Тбилиси» (октябрь 1948 — ноябрь 1949 года). Командир отряда учебных кораблей (ноябрь 1949 — май 1950 года).
Начальник Управления боевой подготовки-заместитель начальника штаба (май 1950 — июнь 1953 года) 5-го ВМФ, начальник Управления боевой подготовки-заместитель начальника штаба Тихоокеанского флота (июнь 1953 — декабрь 1954 года), командир Владимир-Ольгинской ВМБ Тихоокеанского флота (декабрь 1954 — октябрь 1956 года), начальник военно-морского факультета Высшей военной академии имени К. Е. Ворошилова (октябрь 1956 — декабрь 1958 года), заместитель командующего Каспийской флотилией (январь 1959 — июнь 1963 года), командир Новоземельского ядерного полигона Северного флота (июнь 1963 — март 1969 года), начальник факультета радиоэлектроники Военно-морской академии (март 1969 — июнь 1971 года).
Уволен в запас в 1971 году.
Похоронен на городском кладбище 5-й км Балаклавского шоссе в Севастополе.
Контр-адмирал (3 ноября 1951), Вице-адмирал (25 октября 1967 года).

### Семья
Отец — Павел Иванович Збрицкий, кузнец; мать — Марфа Антоновна;
- сёстры — Антонина (1917-?) проживала в г. Севастополе, Екатерина (1919—2006) врач-отоларинголог, проживала в г. Сочи, Надежда (1921-?) преподаватель физики, проживала в г. Симферополе.

## Награды
- орден Ленина (1956)
- два ордена Красного Знамени (1943, 1950)
- орден Ушакова II степени (1945)
- орден Отечественной войны I степени (1985)
- два ордена Красной Звезды (1940, 1945)
- медали
- именное оружие (1963).